# Mohammed Muntari
Mohammed Muntari (* 20. Dezember 1993 in Kumasi, Ghana) ist ein ghanaischer Fußballspieler, welcher die katarische Staatsbürgerschaft angenommen hat.

## Karriere

### Vereine
In der Jugend spielte er in seinem Heimatland in der Golden Lions Soccer Academy. Zur Spielzeit 2012/13 wechselte er dann nach Katar und schloss sich dort al-Jaish an. In der Spielzeit 2015/16 wechselte er zu Lekhwiya, welcher sich später in al-Duhail umbenannte. Von November 2017 bis Februar 2019 war er, technisch gesehen mit einer kurzen Pause, an al-Ahli ausgeliehen. Mit al-Duhail gewann er bislang drei Mal die katarische Meisterschaft.

### Nationalmannschaft
Sein Debüt für die A-Nationalmannschaft hatte er am 27. Dezember 2014 bei einem 3:0-Freundschaftsspielsieg über Estland, wo er zur zweiten Halbzeit für Meshal Abdullah eingewechselt wurde. Kurz darauf stand er auch im Kader der Mannschaft bei der Asienmeisterschaft 2015, in der er mit seiner Mannschaft aber keinen einzigen Punkt in der Gruppenphase einfahren konnte.
Anschließend wurde er in weiteren Freundschaft- als auch Qualifikationsspielen für die Weltmeisterschaft 2018 eingesetzt. Anschließend spielte er mit der Mannschaft noch beim Golfpokal 2017 und beim Golfpokal 2019. Später spielte er auch mit dem Team beim Gold Cup 2021 und erreichte mit dieser beim FIFA-Arabien-Pokal 2021 den dritten Platz. Mit seinem Anschlusstor zum 1:2 in der 78. Minute bei der 1:3-Niederlage im zweiten Spiel der Gruppe A der Weltmeisterschaft 2022 im eigenen Land, erzielte er das einzige Tor seiner Mannschaft bei deren Turnier-Premierenteilnahme.